# Abou Omar al-Baghdadi
Pour les articles homonymes, voir Al-Baghdadi.
Hamid Daoud Muhammad Khalil al-Zawi, né en 1947 ou 1959[source insuffisante] et mort le 18 avril 2010, plus connu sous le nom d'Abou Omar al-Baghdadi (ar) أبو عمر البغدادي, est un djihadiste et terroriste irakien, qui commandait l'État islamique d'Irak, une organisation salafiste djihadiste née de la fusion d'Al-Qaïda en Irak et de plusieurs autres groupes.

## Biographie
Son passé est méconnu et discuté. Selon le général Mohammed al-Askari, porte-parole du ministère irakien de la Défense, Baghdadi, de son vrai nom Hamid Daoud Muhammad Khalil al-Zawi, était un général de police sous la dictature de Saddam Hussein. Il aurait été arrêté début 2006 par l’armée américaine avant d'être libéré quelques mois plus tard. Le 19 avril 2010, un cliché révélé par Nouri al-Maliki, premier ministre irakien, lors d'une conférence de presse, le présente vêtu d'une blouse orange, caractéristique des prisonniers américains, tenant dans ses mains une ardoise où l'on peut lire son nom complet.
Le Centre de recherches sur le Terrorisme depuis le 11 septembre 2001 soutient toutefois une autre thèse. D'après lui, Abou Omar al-Baghdadi aurait rejoint les salafistes irakiens en 1985. Chassé par Saddam Hussein, il aurait rejoint l'Afghanistan en 1987 et serait rentré en Irak en 1991, mais n'aurait annoncé son retour qu'en 2004, année où il participe à la bataille de Falloujah.[Information douteuse]
Il se fait connaître en octobre 2006 avec la création d'un regroupement de cellules d'insurgés sunnites prônant la création d'un émirat islamique irakien. L'État islamique d'Irak est officiellement créé le 15 octobre 2006. Zawi en devient l'« émir » autoproclamé sous le nom de guerre de Abou Omar al-Baghdadi et prend le titre de « Prince de la foi ».
Du fait de son extrême discrétion, les services de renseignements américains douteront un temps de son existence, estimant que le seul véritable chef d'Al-Qaïda en Irak était l'Égyptien Abou Hamza Al-Mouhajer, successeur du Jordanien Abou Moussab al-Zarqaoui, tué à Bakouba le 7 juin 2006 dans un raid aérien. Ce sentiment fut renforcé en juillet 2007 : Khaled al-Mashhadani, se présentant lui-même comme un intermédiaire entre les principaux dirigeants d'Al-Qaïda, Abou Hamza Al-Mouhajer, Oussama Ben Laden et Ayman al-Zawahiri, annonça aux enquêteurs américains que Bagdhadi était un personnage fictif, joué par un acteur, lequel fut identifié plus tard comme étant un certain Abu Abdullah al-Naima. Les services de renseignements américains en déduiront que Bagdhadi était un personnage créé de toutes pièces à des fins propagandistes, notamment pour donner un visage irakien à la guérilla dont le patriotisme supportait difficilement la direction "étrangère" d'Abou Hamza Al-Mouhajer. Cependant, des sources américaines affirment que Zawi n'a réellement occupé le poste d'« émir » de l'État islamique d'Irak qu'à partir de 2008, afin de redonner confiance à l'insurrection.
Le rapport de subordination de Baghdadi au chef d'Al-Qaida est peu clair, l'organigramme de l'État islamique d'Irak présentant Abou Hamza al-Mouhajer comme le chef militaire du groupuscule. Les services de renseignements américains s'accordent toutefois à avancer l'explication selon laquelle le rôle de Baghdadi au sein d'Al-Qaida en Irak était essentiellement politique, tandis qu'al-Mouhajer était chargé des opérations de la nébuleuse sur le terrain tout en assumant la direction de sa branche locale, ce que confirme The Long War Journal.
En mars 2007, le ministère de l'Intérieur irakien annonce son arrestation, mais celle-ci est rapidement démentie. Le 1er mai 2007, la rumeur court selon laquelle Abou Omar al-Baghdadi aurait été tué au cours d'une opération des forces américaines menée dans les environs de Bagdad. Il s'avéra que le militant abattu, répondant au nom de Muharib Abdul Latif al-Juburi, était le chef des Affaires Publiques de l'État islamique d'Irak.
Le 30 décembre 2007, Oussama Ben Laden, le chef du réseau, appelle « tous les musulmans d'Irak de se rallier à Abou Omar al-Bagdhadi ».
Le 7 mai 2008, la chaîne de télévision arabe al-Arabiya annonce qu'Abou Omar al-Baghdadi a été identifié comme étant Hamid Daoud Muhammad Khalil al-Zawi.

## L'arrestation du 23 avril 2009
Le 23 avril 2009, un porte-parole militaire irakien, le général Qasem Atta, annonce l'arrestation de Baghdadi au volant de son véhicule à Al-Rusafa (en), un quartier de Bagdad situé sur la rive gauche du Tigre. Le porte-parole du gouvernement, Ali al-Dabbagh, prétendit que le suspect était un ex-militaire ayant servi le régime baasiste. L'interrogatoire du suspect, dénommé Ahmed Abed Khamis al Moujamahi, fit l'objet d'une vidéo diffusée par les autorités irakiennes dans laquelle ce dernier avoue être Abou Omar al-Baghdadi, affirmant avoir rejoint les rangs des islamistes en 2005.
Le Pentagone refusa de confirmer l'arrestation du chef islamiste dont la capture fut d'ailleurs démentie par un communiqué de l'État islamique d'Irak. Bien que le général Atta ait affirmé que l'identité du suspect était confondue par les clichés dont disposaient les services de renseignements irakiens, il promit des vérifications nécessaires, reconnaissant que de par le passé, plusieurs militants capturés avaient prétendu être l'émir de l'État islamique d'Irak.

## Décès
Le 18 avril 2010, Abou Omar al-Baghdadi est tué lors d'une opération conjointe des forces américano-irakiennes contre une maison près du lac Tharthar, dans les environs de Tikrit. L'attaque entraîna également la mort d'Abou Hamza al-Mouhajer, chef d'Al-Qaida en Irak.
Interrogé sur l'annonce faite par les autorités le 23 avril 2009 concernant l'arrestation de Bagdhadi, le général Qassem Atta a annoncé qu'il s'agissait d'une manœuvre destinée à tromper Al-Qaïda : Nos services de renseignements nous ont demandé de le présenter à la télévision et d'affirmer avec certitude que c'était lui, pour faire croire à Al-Qaïda que nous étions tombés dans le panneau […] Mais pendant ce temps nos enquêteurs ont continué à traquer le vrai [...].
Il est remplacé le 16 mai 2010 par Abou Bakr al-Baghdadi al-Husseini al-Qurashi à la tête de l'État islamique d'Irak.